# Schietpartij in het Joods Museum van België op 24 mei 2014
De schietpartij in het Joods Museum van België was een antisemitisch gemotiveerde terreuraanslag op 24 mei 2014 in Brussel. Een radicaal-islamitische schutter doodde vier mensen in het Joodse doelwit.
De Franse douane arresteerde op 30 mei 2014 in Marseille Mehdi Nemmouche, de 29-jarige Franse dader. Hij werd op 12 maart 2019 veroordeeld tot levenslang. Zijn mededader Nacer Bendrer, die de wapens had geleverd, kreeg vijftien jaar opsluiting.

## Toedracht
De schietpartij vond plaats op zaterdagmiddag 24 mei 2014 rond 15.50 uur, één dag voor de Belgische federale verkiezingen. Op vrijgegeven beelden van bewakingscamera's is te zien hoe een man het museum binnenloopt, een kalasjnikov uit zijn tas haalt, schoten lost en weer naar buiten loopt. Volgens reconstructies in de pers schoot hij eerst met een handvuurwapen twee bezoekers neer en vervolgens met het aanvalsgeweer twee museummedewerkers.

## Slachtoffers
Drie slachtoffers overleden ter plekke: het Israëlische echtpaar Emanuel (54) en Miriam (53) Riva, dat het museum bezocht en de 66-jarige Franse vrijwilligster Dominique Chabrier van het museum. Het vierde slachtoffer, de 25-jarige Belgische medewerker Alexandre Strens, raakte zwaargewond. Hij werd op 6 juni 2014 in het ziekenhuis doodverklaard.

## Daders

### Mehdi Nemmouche
Op 30 mei, zes dagen na de schietpartij, werd in Marseille bij toeval een verdachte aangehouden. De 29-jarige Mehdi Nemmouche, uit de Noord-Franse stad Tourcoing, reisde met een uit Amsterdam afkomstige bus toen de Franse douane bij een drugscontrole in zijn tas wapens en munitie vond. Ook had hij een videocamera bij zich met daarop een verklaring waarin de verantwoordelijkheid voor de moorden werd genomen. De wapens zouden gewikkeld zijn geweest in een vlag van de terreurbeweging ISIS en de man zou een veroordeeld inbreker zijn die in 2013 in Syrië had gevochten.
Op 26 juni 2014 bepaalde het Franse hof van beroep dat Nemmouche uitgeleverd mocht worden aan België. De verdachte tekende beroep aan tegen die uitspraak, hij wilde een garantie dat hij niet door België aan Israël zou worden uitgeleverd. Toen die garantie na een paar weken gegeven werd, ging Nemmouche alsnog akkoord met de uitlevering. Op 29 juli 2014 werd hij uitgeleverd.
Na zijn aankomst in België werd Nemmouche aangeklaagd voor "moord in een terroristische context".

### Andere verdachten
In de loop van het gerechtelijk onderzoek werden nog twee andere verdachten aangehouden: Nacer Bendrer en Mounir Atallah. Bendrer was in 2009-2010 met Nemmouche opgesloten in de gevangenis van Salon-de-Provence. Na verloop van tijd werden beiden vrijgelaten onder voorwaarden, maar Bendrer werd opnieuw opgesloten in een Franse gevangenis voor andere feiten. In januari 2015 werd ook een opsporingsbericht verspreid over een mogelijke vierde verdachte. Deze mogelijke vierde verdachte is een man die enkele dagen na de aanslag op het Joods Museum gefilmd is in het gezelschap van Nemmouche. Ondanks het opsporingsbericht is deze man tot op heden nog steeds niet geïdentificeerd.

## Reacties

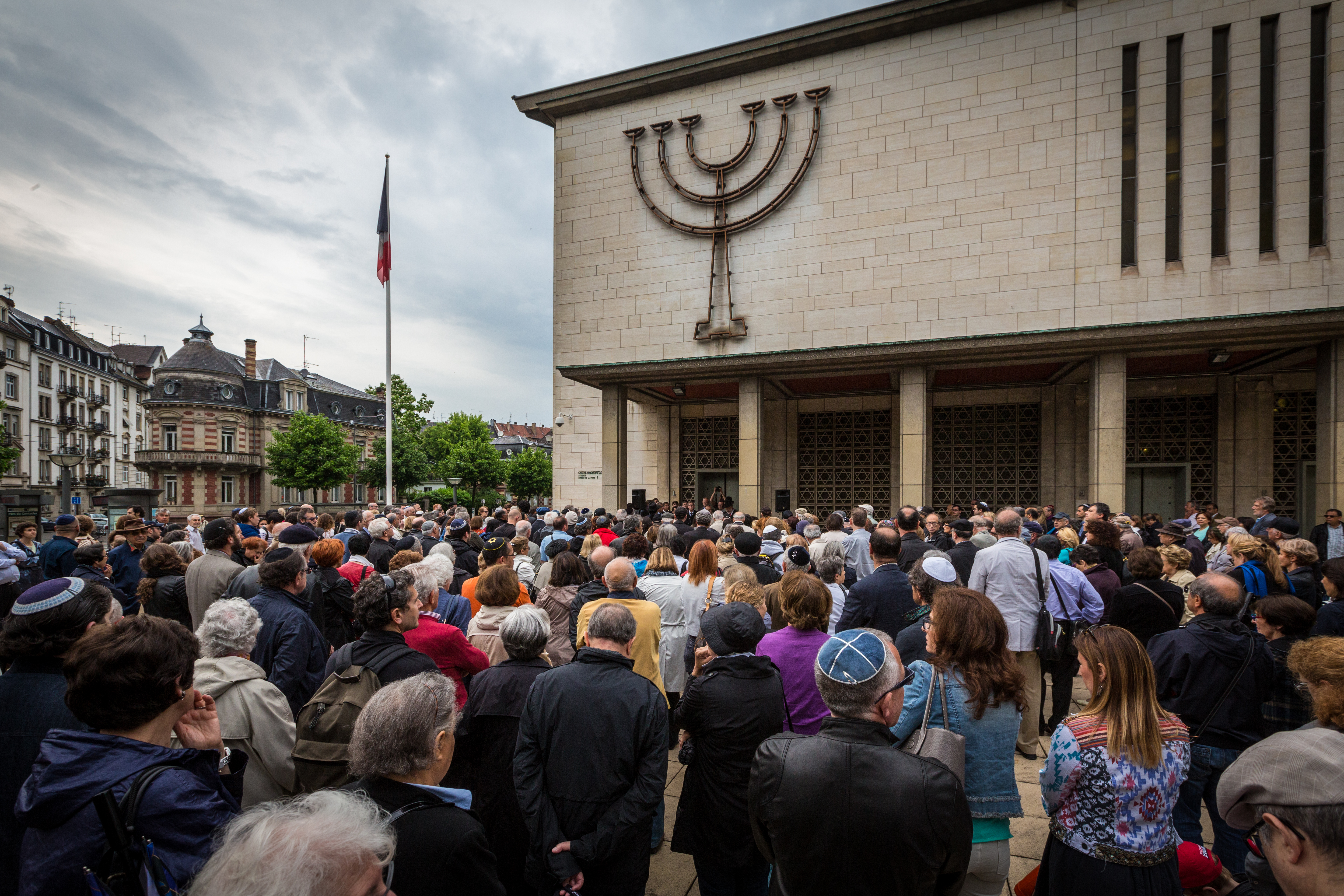
Bij de Vredessynagoge in Straatsburg stonden op 26 mei 2014 zo'n 400 mensen stil bij de schietpartij.

- De Belgische eerste minister Elio Di Rupo liet weten geschokt te zijn.[18]
- Koning Filip van België betuigde zijn medeleven met de families van de slachtoffers.[19]
- De Franse president François Hollande sprak van een "verschrikkelijke moordpartij".[20]
- De Israëlische premier Benjamin Netanyahu zei de gebeurtenissen te beschouwen als het resultaat van het aanzetten tot haat tegen Joden en Israël.[21]
- Noureddine Smaili, voorzitter van de Moslimexecutieve, veroordeelde de "misdaad van een perverse ideologie die het anders-zijn weigert te erkennen".[22]

Her en der in Europa kwam een discussie op gang over de omgang met terugkerende Syriëgangers en de beveiliging van Joodse gebouwen.

## Onderzoek en assisenproces
|                      |  |                      |
| Verdict assisenjury. |  | Veroordelend arrest. |

Het federaal parket vroeg aan de Brusselse raadkamer om enkel Nemmouche en Bendrer door te verwijzen naar het Brusselse hof van assisen en om Atallah buiten vervolging te stellen. In januari 2018 besliste de raadkamer echter om alle drie de verdachten door te verwijzen, maar die beslissing werd in april 2018 gewijzigd door de Brusselse kamer van inbeschuldigingstelling, die toch enkel Nemmouche en Bendrer doorverwees naar het assisenhof.
Vooraleer het proces van de twee verdachten echt van start zou gaan voor het Brusselse hof van assisen op 10 januari 2019, vond op 20 december 2018 een inleidende zitting plaats. Op die inleidende zitting werd onder andere bepaald welke getuigen gehoord zouden worden tijdens het proces. Daarbij verzetten de advocaten van Nemmouche en Nemmouche zelf zich tegen het oproepen van zijn familieleden. Volgens zijn advocaten was dat omdat "meneer Nemmouche niet wil dat we pleiten op emotie, maar op de feiten". De advocaten vroegen ook om twee weken uitstel om het dossier dieper te kunnen bestuderen. Het hof is echter niet op die vraag ingegaan. Ook werd besloten dat er een 120-tal getuigen zouden worden opgeroepen.
Op 7 januari 2019, drie dagen voor het proces van start zou gaan, werden de leden van de volksjury uitgeloot. Voor de loting werden 200 burgers opgeroepen naar het Justitiepaleis van Brussel, waar het proces plaatsvond. Een belangrijk aantal van hen vroeg een vrijstelling van de juryplicht om uiteenlopende redenen. Nadat een tiental kandidaat-juryleden werden gewraakt door de advocaten en het Openbaar Ministerie, werden uiteindelijk acht mannen en vier vrouwen aangeduid als effectieve juryleden. Nog eens drie mannen en negen vrouwen werden aangeduid als reservejuryleden.
Tijdens de pleidooien ontkende Nemmouche dat hij de schutter was, zoals hij ook tijdens het onderzoek had gedaan. Hij beweerde in de val te zijn gelokt en sprak van een complot. Op de bezwarende elementen had hij geen coherent antwoord: de moordwapens die hij in Marseille bij zich had (een kalasjnikov en een revolver), zijn kleren die volgens videobeelden overeenkwamen met die van de schutter, zijn schoenen die overeenkwamen met de schoenafdruk van de schutter op de deur van het Joods Museum, de opeisingsvideo's gevonden op zijn computer, enz.
Na twee dagen beraad over de 56 schuldvragen, vond de jury Nemmouche op 7 maart 2019 schuldig aan viervoudige terroristische moord en verboden wapenbezit. Bendrer werd veroordeeld als zijn mededader. Hij leverde de wapens, terwijl hij de intentie van Nemmouche kende, hoewel hij niet aanwezig was bij de uitvoering. Een week later, op 12 maart, volgde de uitspraak over de strafmaat. Nemmouche kreeg levenslang en werd ook vijftien jaar ter beschikking gesteld van de strafuitvoeringsrechtbank. Volgens het arrest had Nemmouche geen enkel besef van de ernst van zijn daden en was het gevaar op recidive groot. Mededader Nacer Bendrer werd veroordeeld tot vijftien jaar opsluiting en vijf jaar terbeschikkingstelling. Dat was minder dan de dertig jaar gevraagd door het Openbaar Ministerie, onder meer vanwege zijn empathie tegenover de slachtoffers en omdat hij zich sinds zijn arrestatie ver had verwijderd van de radicale islam.
Volgens een akkoord met Frankrijk zal Nemmouche zijn levenslange gevangenisstraf in dat land, waarvan hij de nationaliteit heeft, uitzitten.
Na de uitspraak tekende Bendrer cassatieberoep aan tegen zijn veroordeling, waardoor het hof van assisen zich nog niet kon uitspreken over de schadevergoedingen aan de burgerlijke partijen. In september 2019 verwierp het Hof van Cassatie het cassatieberoep, waarmee ook Bendrers veroordeling definitief werd. Daaropvolgend deed het hof van assisen in oktober 2019 uitspraak over de schadevergoedingen: Nemmouche en Bendrer moesten aan de nabestaanden van de slachtoffers en aan het Joods Museum alles tezamen ongeveer 985.000 euro betalen. Ook moesten ze een symbolische schadevergoeding van 1 euro betalen aan Unia en het CCOJB.